# Nataša Janić
Nataša Janić, també coneguda com a Nataša Dušev-Janić, (en serbo-croat: Наташа Душев-Јанић, en hongarès: Dusev-Janics Natasa) (Bačka Palanka, República Federal Socialista de Iugoslàvia 1982) és una piragüista hongaresa, d'arrels sèrbies, guanyadora de sis medalles olímpiques.

## Biografia
Va néixer el 24 de juny de 1982 a la ciutat de Bačka Palanka, població situada a la província de Voivodina, que en aquells moments formava part de la República Federal Socialista de Iugoslàvia i que avui dia forma part de Sèrbia. És filla del també piragüista i medallista olímpic Milan Janić, i germana dels piragüistes croats Mićo i Stjepan Janić; i està casada amb el també piragüista i medallista olímpic Andrian Dushev.
L'any 2000 es traslladà a Hongria, d'on adquirí la nacionalitat el 2001.

## Carrera esportiva
Va participar, als 18 anys, als Jocs Olímpics d'Estiu del 2000 realitzats a Sydney (Austràlia), on va aconseguir finalitzar quarta en la prova del K-1 500 metres, guanyant així un diploma olímpic, en representació de Sèrbia i Montenegro.
Participà en els Jocs Olímpics d'Estiu de 2004 realitzats a Atenes (Grècia), ja en representació d'Hongria, on guanyà la medalla d'or en les proves de K-1 500 metres i K-2 500 metres, fent parella en aquesta última prova amb Katalin Kovács.
En els Jocs Olímpics d'Estiu de 2008 realitzats a Pequín (República Popular de la Xina) revalidà la seva medalla d'or olímpica en els K-2 5100 metres al costat de Katalin Kovács i guanyà la medalla de plata en la prova de K-4 500 metres.
En els Jocs Olímpics d'Estiu de 2012 celebrats a Londres (Regne Unit) guanyà la medalla de plata en els K-2 500 metres, novament fent parella amb Kovács, i guanyà la medalla de bronze en els K-1 200 metres.
Al llarg de la seva carrera ha guanyat vint-i-dos medalles en el Campionat del Món de piragüisme, entre elles divuit medalles d'or; i vint medalles en el Campionat d'Europa de piragüisme, setze d'elles d'or.